# シュタンデスヘル
シュタンデスヘル（Standesherr）とは、ドイツ連邦において最上級貴族家門を構成した特殊な身分層を指す呼称である。日本語では等族領主の訳語が充てられる。彼らは1803年から1815年にかけての神聖ローマ帝国とその体制・構造の崩壊過程の中で、陪臣化によりそれまで有していた独立の支配者家系としての身分を失ったが、法的ないし慣習的に1815年以後も独立を保つ王侯家系と身分相応（Ebenbürtigkeit）の家柄として扱われた。

## 概要
ドイツ連邦規約（Deutsche Bundesakte）第14条は、シュタンデスヘル身分層にかなり大きな特権を認めている。シュタンデスヘル身分の諸家門はドイツにおける「第2身分（Deuxième Partie）」を構成し、ゴータ年鑑（Gothaischer Hofkalender）にも王侯家門に次ぐ章にその名簿が記載される。
シュタンデスヘルとされた貴族家門は約80家存在したが、個々の家門には数百人の成員が属していた。シュタンデスヘル家門はほぼ南ドイツ地域に集中しており、ドイツ連邦の他地域には少なかった。シュタンデスヘルは侯（フュルスト）またはプリンツの称号を持つ場合は「諸侯家の殿下（Durchlaucht）」の敬称を、旧帝国伯家の当主たる伯爵の場合は「伯家の殿下（Erlaucht）」の敬称を許されていた。しかし「神の恩寵による（Gnade Gottes）」の敬称に関しては、独立身分の王侯だけに許されることになり、シュタンデスヘルとドイツ連邦諸邦の王侯との差別化がなされた。シュタンデスヘルには資産と各個人に対して免税特権が付与され、司法においても旧神聖ローマ帝国の諸侯が享受していた「Austrägalgerichtsbarkeit」と呼ばれる司法上の特別措置が適用された。
ドイツでは1918年まで「世襲の領主層（„Erbliche Landstandschaft“）が国家・地域の枢要な地位を占めた。シュタンデスヘルはドイツ諸邦の上院に世襲の議席を有していた。プロイセン貴族院（Preußisches Herrenhaus）やヘッセン大公国議会（Landstände des Großherzogtums Hessen）の上院はその代表的な例である。シュタンデスヘルの領土は必ずしも新しく創設された領邦の国境の枠に収まるとは限らず、複数の領邦に領土が跨った結果、複数の国家の貴族院議員議席を所有する場合もあった。例えばライニンゲン侯家（Haus Leiningen）の当主は、ヘッセン大公国とバーデン大公国の2カ国の貴族院議席を有していた。
シュタンデスヘル身分層の男子は兵役を免除されていたが、職業軍人となる場合は、通例は少尉の階級からの任官となるという優遇制度があった。
シュタンデスヘルは各地域において、かつての支配領域であり現在の領地である地域に対する司法権と行政権を保持していたが、その権限は普通の貴族が農民たちに対して有した世襲裁判権（Patrimonialgericht）のレベルを明らかに超えていた。シュタンデスヘルは中世の封建時代から続く領主権力を保ち、村役人、教区の聖職者、教師を任命する権限、所有する森林に森林警察、狩猟警察を設置する権限、領内の問題や政治的動向に最終的な意思決定を下す権限すら有していた。シュタンデスヘル領では独自の官僚・司法機構を有し、事実上の独立国家として機能しているものも珍しくなかった。しかしシュタンデスヘルがこうした幅広く強大な権限を保持することが出来たのは、1848年革命が起きるまでであった。1848年以後も、シュタンデスヘル領と連邦諸邦の直轄領との間に若干の相違は残った。とりわけ、プロイセン王国政府はシュタンデスヘルの領主権力の行使に対して寛容な姿勢をとっていた。バーデン大公国は領土の約3分の1がシュタンデスヘル領であり、大公政府は中間権力の存在を嫌ってシュタンデスヘル権力の制限に積極的だった。
シュタンデスヘル領の集中するバーデン大公国北部では、国家権力とシュタンデスヘル権力の双方に忠誠を誓い、二重の貢納をせねばならない状況に農民たちが不満を募らせていた。これは1848年革命がバーデンにおいて早期に発生し、長く続いた要因になったと考えられている。ドイツで新興の市民社会が成長すると、シュタンデスヘル身分層の特権的地位は脅かされるようになり、その特権も強い批判にさらされるようになった。1848年革命の結果、ドイツ諸邦の多くのシュタンデスヘルたちは世襲の貴族院議席を初めとする広範な特権を失った。彼らは依然として上級貴族身分ではあったものの、国家権力と同様の権力を振るう存在ではなくなった。